# Chromista
Los cromistas (o reino Chromista) son un grupo de organismos eucariotas que constituiría un reino biológico independiente de acuerdo con los postulados de Cavalier-Smith. Se utiliza en algunos sistemas de clasificación, como por ejemplo el Sistema del Catálogo de la Vida. El grupo incluye a las llamadas algas cromofitas, es decir, la gran mayoría de las algas cuyos cloroplastos contienen clorofilas a y c, los cuales están rodeados por cuatro membranas y se considera que han sido adquiridos de un alga roja. Adicionalmente, algunos grupos poseen clorofilas a y b que se supone procedentes de un alga verde. Por último, se incluyen varios grupos sin cloroplastos íntimamente relacionados con los anteriores. Entre las algas del primer tipo se encuentran las unicelulares diatomeas, dinoflagelados, algas doradas, haptofitas y criptofitas, y las pluricelulares algas pardas; algas del segundo tipo son las cloraracneas, y entre los grupos heterótrofos destacan ciliados, foraminíferos, radiolarios, heliozoos y los parásitos oomicetos y apicomplejos.

## Historia y grupos
El término Chromista fue introducido por Thomas Cavalier-Smith en 1981 para englobar a los grupos Heterokontophyta (heterocontos), Haptophyta (haptofitas y cocolitóforos) y Cryptophyta (criptofitas). Los nombres anteriores dados a las algas cromofitas como Chromophyceae (Chadefaud 1950), Chromophyta (Bourrelly 1957) y Chromobiota (Jeffrey 1971) se refieren aproximadamente al mismo grupo. Posteriormente Adl et al. propusieron el grupo Chromalveolata como la unión de Chromista y Alveolata y finalmente Cavalier-Smith en 2010 movió Rhizaria y Centrohelida a Chromista. En la clasificación publicada en 2015 el reino Chromista incluye a los grupos Heterokonta, Alveolata y Rhizaria (estos tres agrupados en el subreino Harosa), Haptophyta, Cryptophyta y una serie de heterótrofos relacionados (en el subreino Hacrobia).
Chromista s. s. (en sentido estricto) se refiere a la definición original de 1981, que incluye a Heterokontophyta, Cryptophyta y Haptophyta (es un grupo polifilético), mientras que Chromista s. l. (en sentido amplio) se refiere a la definición de 2010 y comprende a Harosa y Hacrobia.
Los árboles moleculares han tenido muchos problemas a la hora de establecer las relaciones entre los grupos de Chromista. Estudios filogenéticos recientes sostienen que Heterokontophyta y Alveolata están relacionados con Rhizaria, con los que formarían un clado (Harosa o supergrupo SAR). Aparte quedarían los pequeños grupos restantes, Haptophyta, Cryptophyta y los grupos de heterótrofos relacionados, que no es seguro que formen un clado: dos estudios del año 2012 obtuvieron resultados opuestos.

## Características
Históricamente, muchos cromistas eran considerados plantas por sus paredes celulares con celulosa, capacidad fotosintética y, en algunos casos, por su parecido morfológico a las plantas terrestres. Otros tales como apicomplejos y ciliados eran considerados protozoos y por último, otros como los oomicetos se consideraban hongos. Aunque varios grupos no tienen o han perdido la habilidad de sintetizar, la mayoría son autótrofos. Los cromistas fotosintéticos tienen en general clorofilas a y c, así como otros muchos pigmentos adicionales. Como excepción, las algas clorarácneas presentan clorofilas a y b.
Chromista, al contrario que otros grupos con representantes multicelulares, no tiene muchas características morfológicas comunes. Cada subgrupo importante tiene ciertas características únicas, incluyendo los alveolos de Alveolata, el haptonema de Haptophyta, el eyectosoma de Cryptophyta y los dos flagelos desiguales de Heterokontophyta. Sin embargo, ningunas de estas características están presentes en todos los grupos.
Las únicas características comunes que comparten todos los cromistas son:

### Fototrofía

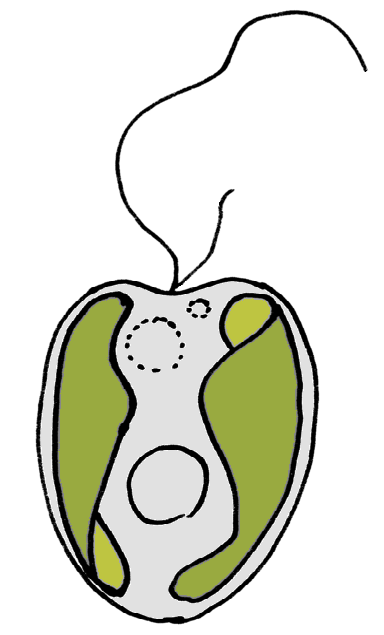
Microalga Ochromonas mostrando dos plastos, dos flagelos, dos vacuolas y el núcleo.

Una característica que diferencia a Chromista del reino Protozoa en particular, es la presencia de varios grupos y subgrupos con metabolismo fotosintético. Se ha teorizado un origen común de los plastos por endosimbiosis secundaria con un alga roja, sin embargo, estudios posteriores determinaron que en realidad se produjeron múltiples casos de endosimbiosis que originaron varios grupos de algas; adicionalmente se han encontrado genes procedentes de algas verdes, por lo que Cavalier-Smith supone que pudo haber también una endosimbiosis secundaria con un alga verde. Es decir que en los cromistas habría acontecido varias endosimbiosis, aunque después muchos de los grupos perdieron los plastos; como consecuencia de estas endosimbiosis, los rodoplastos o cloroplastos están frecuentemente rodeados de cuatro membranas, dos de ellas relacionadas con el mismo plasto y las dos externas conectadas con frecuencia a la envoltura nuclear; entre ambos pares de membranas se sitúa un retículo periplastidial.
En cualquier caso, parece que una capacitación fotosintética impactó en gran parte del árbol de la vida eucariota muy tempranamente, de modo que los grupos de protistas heterótrofos de esta parte de la filogenia eucariota tendrían una mayor capacidad para adquirir fototrofía. Linajes que se relacionaron tempranamente con microalgas y que perdieron su endosimbionte, habrían mantenido una memoria genómica para el posterior captura de miscroalgas y la búsqueda de la fotosíntesis como medio evolutivo que favorece la supervivencia en ambientes escasos de alimento. Curiosamente, esta supuesta capacitación ancestral favoreció la endosimbiosis y la cleptoplastia de simbiontes que devendrán en plastos "verdes" y "rojos" en muchos grupos cromistas modernos.

### Cubierta

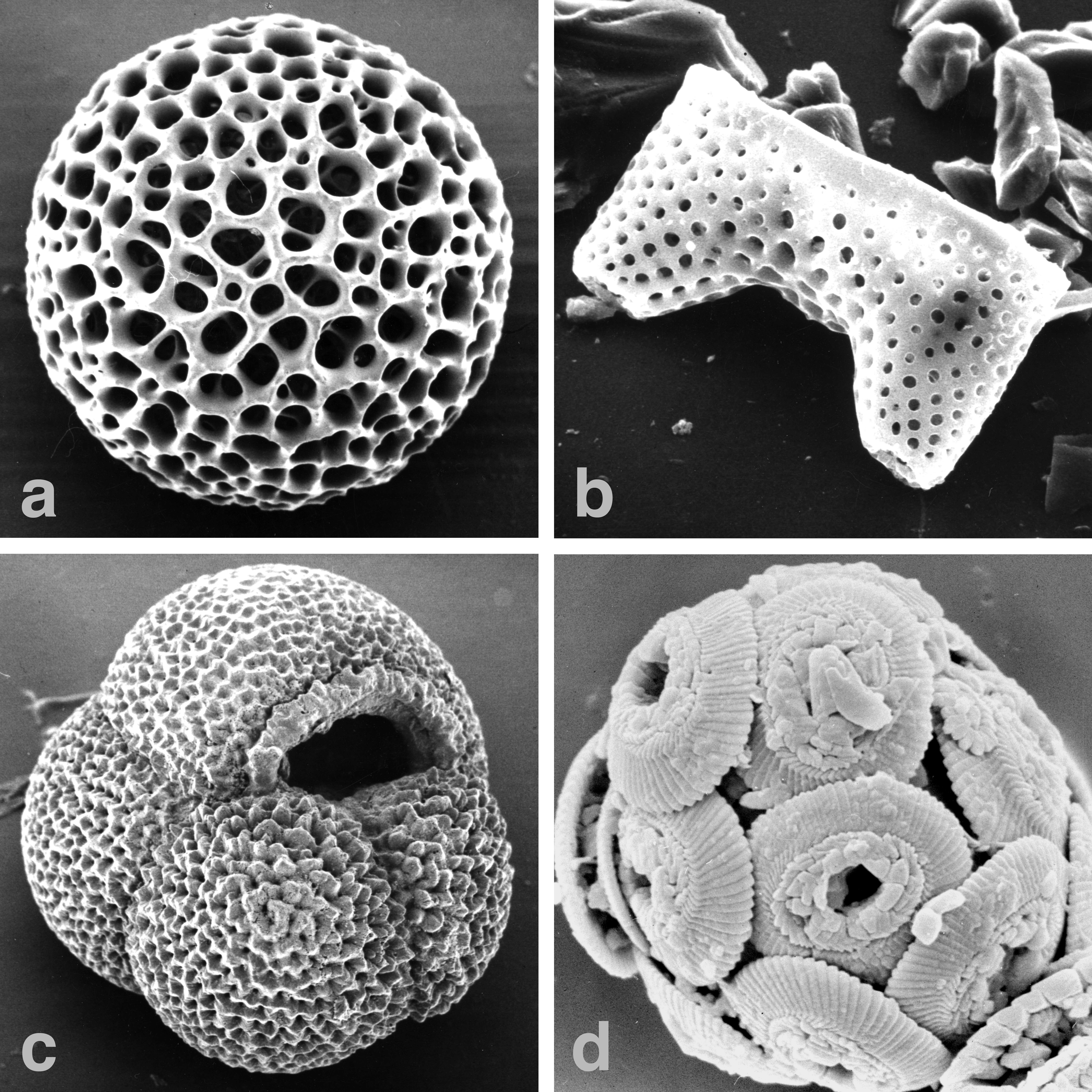
Microfósiles del fondo marino con un radiolario (ø=350 µm), diatomea (50 µm), foraminífero (400 µm) y cocolitóforo (15 µm).

Como es típico en el clado Corticata (corticados = que tienen corteza), la gran mayoría de cromistas poseen algún tipo de cubierta celular, lo que les permite tener una forma definida, cierta rigidez y una protección contra el medio externo. Esta característica marca también otra diferencia con Protozoa, reino constituido por células desnudas muy flexibles. Del mismo modo que las plantas, hay presencia de celulosa en la mayoría de paredes celulares, como se ve en algas y mohos cromistas. Según las teorías, el último ancestro común habría poseído alvéolos corticales, en todo caso estos alvéolos son una característica fundamental de la cubierta del grupo Alveolata. Otros células cromistas poseen toda una variedad de cubiertas a modo de exoesqueletos, cortezas, conchas, caparazones, cáscaras, placas, tecas, cápsulas centrales, capas fibrosas, escamas, espinas y armaduras muy complejas que han producido multitud de microfósiles, pero también se puede notar que algunos grupos basales como por ejemplo se ve Endomyxa (Cercozoa) son comunes las células desnudas.

## Papel ecológico

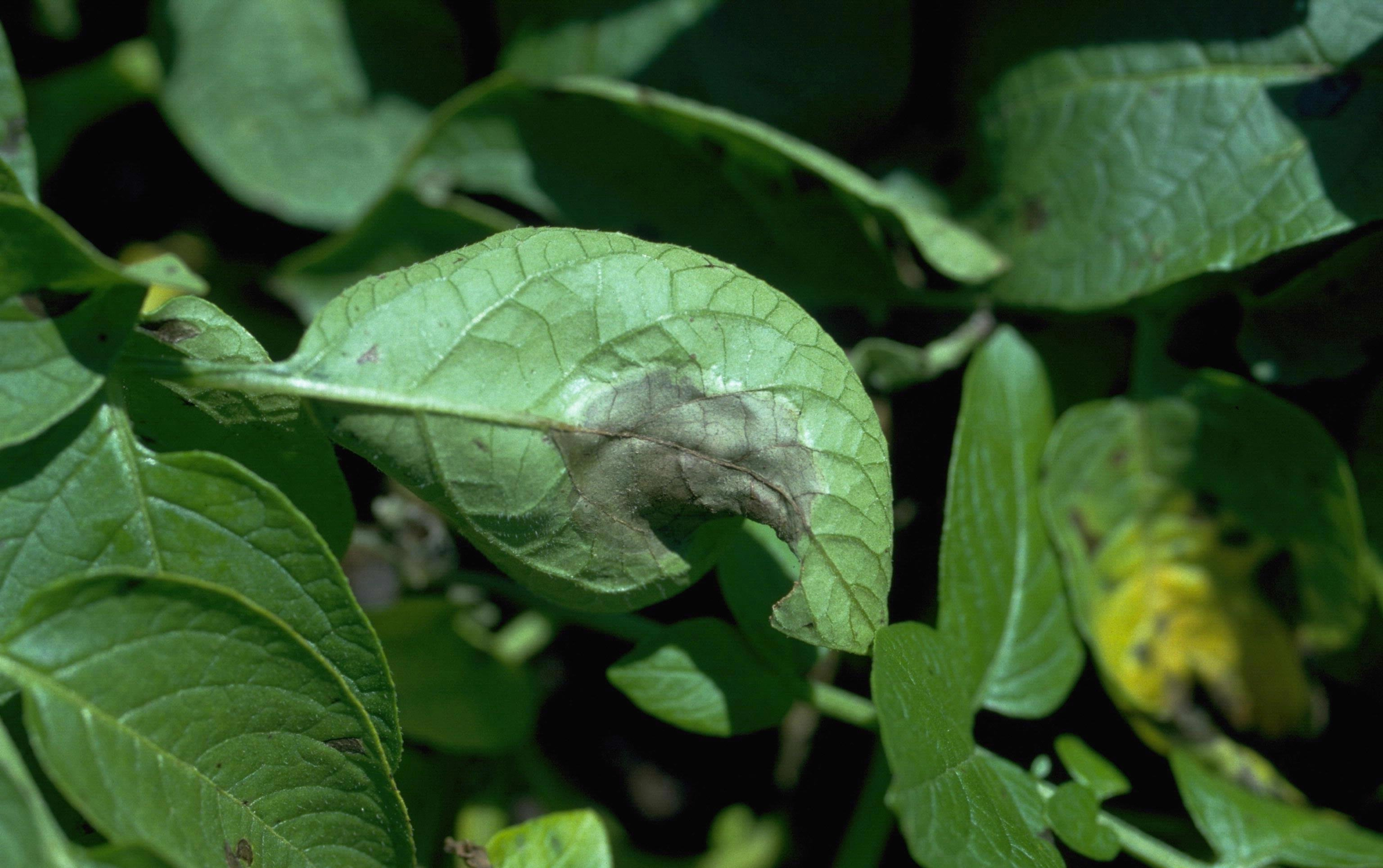
Una planta de patata infectada con Phytophthora infestans.

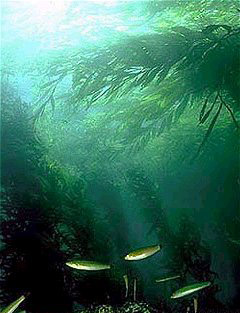
Un bosque californiano submarino de kelp.

Muchos cromistas afectan a nuestro ecosistema de manera muy importante. Algunos de estos organismos pueden ser muy dañinos. Las mareas rojas producidas por algunos Dinoflagellata pueden devastar las poblaciones de peces e intoxicar los cultivos de ostras. Apicomplexa incluye algunos de los parásitos específicos más adaptados a los animales. Oomycota causa varias enfermedades a las plantas. De hecho, fue un oomiceto, Phytophthora infestans, el causante de la gran hambruna irlandesa del siglo XIX al devastar los cultivos de patata.
Sin embargo, muchos cromistas son miembros vitales de nuestro ecosistema. Las diatomeas son uno de los productores fotosintéticos principales, produciendo mucho del oxígeno que respiramos y también absorben mucho dióxido de carbono, cuya acumulación en la atmósfera es una de las causas principales del calentamiento global. Las algas pardas, más específicamente el kelp, forman los hábitats submarinos en las que viven muchas criaturas marinas y proporcionan una porción importante de la dieta de las comunidades costeras.

## Rol de la simbiogénesis en la evolución cromista

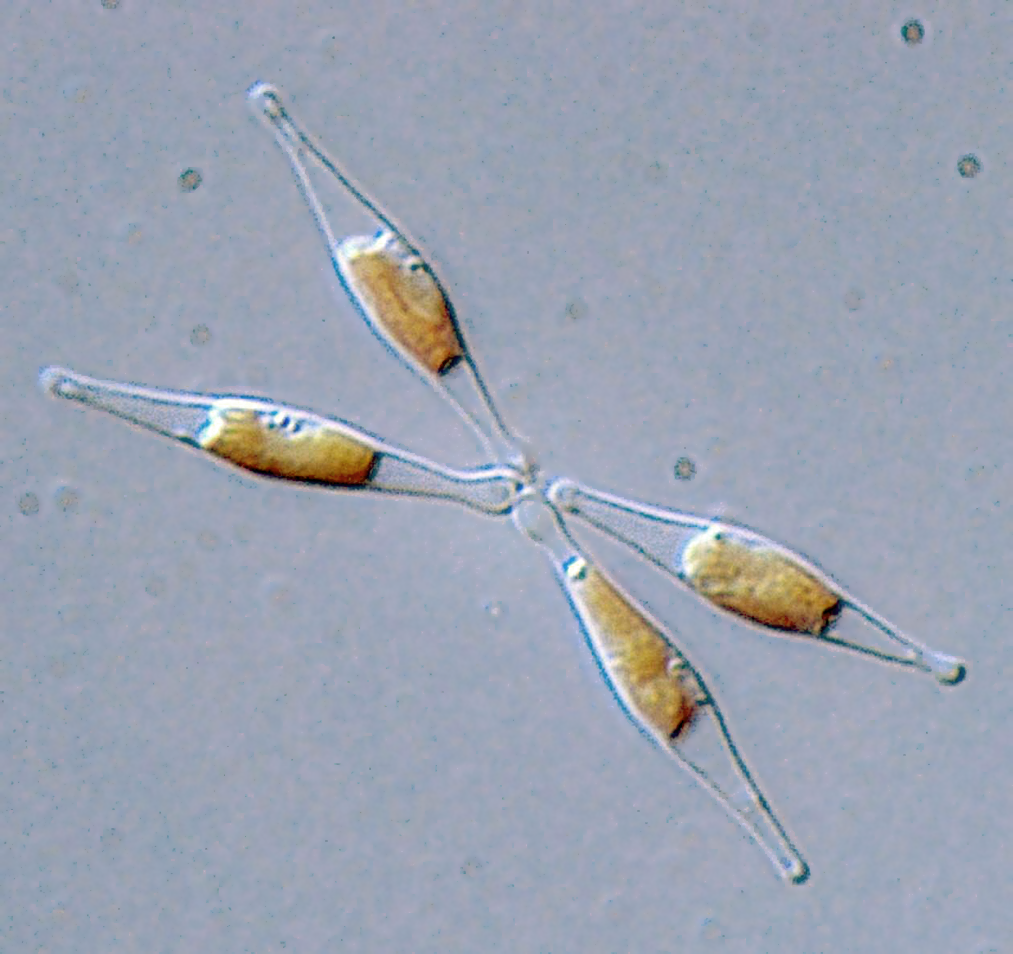
Diatomeas mostrando plastos color ocre.

La idea de un reino denominado Chromista nace de las teorías evolutivas de Cavalier-Smith, quien postuló inicialmente que este grupo se habría originado a partir de un evento único, donde estarían involucrados dos ancestros: por un lado una célula huésped heter̟ótrofa, fagótrofa y biflagelada del clado Corticata, y por el otro una célula fotosintética endosimbionte tipo alga roja a la cual habría albergado. Ambas células se habría asociado simbióticamente, primero de forma mutualista, luego como una simbiosis obligada y finalmente se produjo una simbiogénesis, es decir, ocurrió una fusión biológica entre ambas células con integración de la maquinaria celular y con intercambio genético entre ellas.
Históricamente, hay que destacar lo que Lynn Margulis denominó la "escuela rusa", pues a principios del siglo XX, en 1909, el ruso Kostantin S. Mereschovky presentó la hipótesis según la cual el origen de los cloroplastos tendría su origen en procesos simbióticos y acuñó el término simbiogénesis. A parecidas conclusiones llegaron los rusos Kozo-Polyansky y Andrey Faminstyn que consideraban la simbiogénesis “crucial para la generación de novedad biológica".
La simbiogénesis que dio origen a las plantas, se considera como una endosimbiosis primaria y en ella se asoció una célula huésped de Corticata con una cianobacteria, dando origen a la primera alga eucariota; en este sentido, la simbiogénesis que habría dado origen a la primera alga cromista se considera una endosimbiosis secundaria. Sin embargo, estudios genéticos posteriores demostraron que en Chromista no hubo un único evento, sino más bien múltiples casos de simbiogénesis que dieron origen a variados grupos de algas que pueden estar relacionadas a nivel del genoma plastidial, pero independientes entre sí desde el punto de vista del genoma nuclear, lo que significaría en realidad que son producto de la llamada "endosimbiosis seriada".

### Grupos fotosintéticos
Cada grupo de algas se origina por una simbiogénesis particular, la cual puede resumirse del siguiente modo:
| célula hospedadora heterótrofa + alga endosimbionte → alga resultante (nueva entidad biológica) |
| ----------------------------------------------------------------------------------------------- |

La siguiente tabla grafica el origen de los principales grupos de algas cromistas de acuerdo a diversos investigadores:
| Célula huésped    | Alga endosimbionte | Alga resultante      | Ref.   |
| ----------------- | ------------------ | -------------------- | ------ |
| Cryptista         | Rhodophytina       | Cryptophyta          | [ 13 ] |
| Heterokonta       | Cryptophyceae      | Ochrophyta           | [ 14 ] |
| Haptista          | Ochrophyta         | Haptophyta           | [ 14 ] |
| Dinoflagellata    | Haptophyta         | Dinophyceae          | [ 15 ] |
| Cercozoa          | Chlorophytina      | Chlorarachniophyceae | [ 16 ] |
| Apicomplexa s. l. | Limnista           | Chromerida           | [ 13 ] |

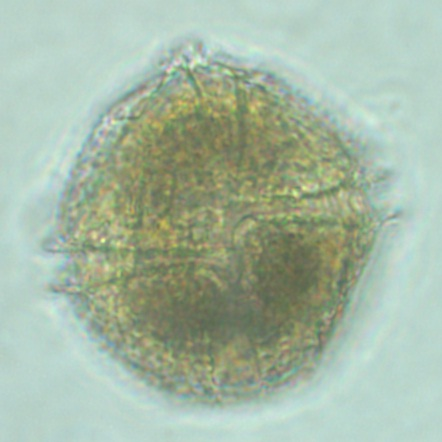
Lingulodinium, un alga Dinophyceae.

De acuerdo con esta tabla se puede observar que Cryptophyceae y Chlorarachniophyceae se habrían originado por endosimbiosis secundaria, Ochrophyta (o Heterokontophyta) por endosimbiosis terciaria, Haptophyta y Chromerida por endosimbiosis cuaternaria, y Dinophyceae por endosimbiosis quinaria. Otros dinoflagelados requirieron de endosimbiosis ulteriores. En todos estos casos se produjo una simbiógénesis, con integración biológica completa entre ambos simbiontes hasta formar una nueva entidad biológica.
Hay además otras algas donde la simbiogénesis no parece completa, en donde el endosimbionte ha conservado además de los plastos, la mitocondria, ribosoma, núcleo completo o disminuido (nucleomorfo) y otras características citológicas. Estos casos se denominan a veces endocitobiosis y al simbionte se le llama endocitobionte.
Otros grupos producto de la simbiogénesis, endocitobiosis, simbiosis, cleptocitosis o cleptoplastia sonː

#### En dinoflagelados
En dinoflagelados, el grupo fotótrofo más notorio es el de las dinofíceas. Dentro de las dinofíceas, así como en otros cromistas, hay varios grupos que han perdido sus plastos secundariamente. Aproximadamente la mitad de las dinfíceas han mantenido su capacidad fotosintética con sus plastos originales que son de tipo peridinina. Varios de los grupos que perdieron sus plastos, han vuelto a adquirir la capacidad fotosintética con nuevos endosimbiontes a través de la captura de diversas microalgas, como en los siguientes ejemplos notables:
- Dinotrichaceae: Dinofíceas que poseen una diatomea endosimbionte.
- Lepidodinium: Una dinofícea que adquirió un alga Chlorophytina endosimbionte.
- Podolampas: Una dinofícea que adquirió un alga Ochrophyta endocitobionte afín a los silicoflagelados.
- Peridinium: Dinofícea cuya especie Peridinium quinquecorne tiene una alga dorada endosimbionte.
- Dinophysis: Es una dinofícea peculiar que depreda ciliados cleptoplásticos del género Myrionecta, para apoderarse de sus plastos de origen criptófito.
- Noctiluca: Es un dinoflagelado relacionado simbióticamente a un alga Pedinophyceae, la cual puede situarse internamente o estar adherida externamente.

#### En ciliados
En ciliados, varias especies marinas o de agua dulce son mixótrofas e ingieren microalgas que pueden mantenerse como endosimbiontes intactos y funcionales que luego son finalmente digeridos. Las algas capturadas o sus cloroplastos proveen al ciliado de materia orgánica, pero también oxígeno, de tal manera que pueden sobrevivir en ambientes anóxicos. Estos ciliados mixótrofos pueden ser espectacularmente abundantes en algunos hábitat, dominando completamente la comunidad de ciliados. Algunas de estas microalgas capturadas pueden ser Zoochlorella (una Chlorophyceae), zooxantelas (dinofíceas), criptofíceas y plastos secuestrados de algas previamente ingeridas. Algunos ejemplos notables:
- Strombidiida: Grupo de ciliados mixótrofos cleptoplásticos que secuestran microalgas marinas cromofitas para aprovechar su capacidad fotosintética.
- Halteriidae: Familia de mixótrofos que poseen un alga verde endosimbionte.
- Mesodinium: Ciliado mixótrofo cleptoplástico que captura criptofíceas y produce mareas rojas.

#### En cercozoos

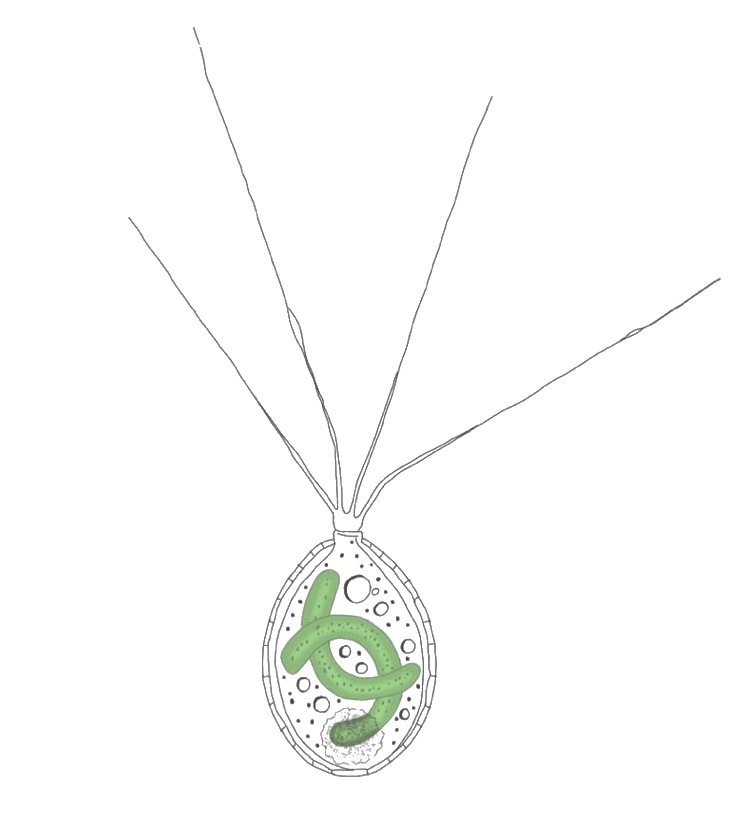
P. chromatophora.

- Paulinella chromatophora: Es un cercozoo muy inusual que adquirió como endosimbionte una cianobacteria tipo Synechococcales. Es el único caso de endosimbiosis primaria similar al que dio origen a todos los plastos en Archaeplastida. En la imagen adjunta se muestra con sus dos cromatóforos.

#### En radiolarios

Acantharea presentando (9) zooxantelas (fotosimbiontes) en el ectoplasma (12).

En Retaria, se encuentran grupos fotótrofos de gran importancia ecológica. Tanto en radiolarios como en foraminíferos, la adquisición de la fototrofía es crucial para el flujo de carbonatos, silicatos, estroncio y carbono en el océano tropical y subtropical. Se calcula que la mitad de especies de radiolarios de aguas superficiales poseen algas endosimbiontes.
- Acantharea: Al menos unas 25 especies de Acantharea planctónicas contienen de 10 a 100 haptofitas Phaeocystis en una relación llamada fotosimbiosis pelágica, en donde se puede considerar que existe un parasitismo invertido, es decir, la célula huésped parasita al aprovecharse de la capacidad fotosintética de la microalga. Se considera que estos radiolarios no son cleptoplásticos sino cleptocitos, porque secuestran toda la célula y no solo los plastos.[20]

- Polycystinea:  Muchas especies que habitan capas fóticas de los océanos contienen microalgas endosimbióticas en contraste con los habitantes profundos que generalmente no las poseen. En general poseen dinofíceas relacionadas con el género Scrippsiella.[11]

#### En forminíferos
Los foraminíferos más grandes albergan algas endosimbiontes y pertenecen a la clase Tubothalamea, orden Miliolida y la tradicional superfamilia Soritacea, pero son resultado de eventos endosimbióticos independientes; estos foraminíferos necesitan de iluminación para mantenerse con vida, pues son dependientes de sus endosimbiontes. Grupos:
- Peneroplidae: Presentan algas rojas endosimbiontes.
- Archaiasidae: Presentan algas verdes clorofitas endosimbiontes.
- Soritinae: Presentan dinofíceas endosimbiontes.
- Alveolinidae: Presentan diatomeas endosimbiontes.

#### En criptistas
- Hatena: Es una katablefárida peculiar que suele llevar un alga verde prasinofita (Nephroselmis) endosimbionte. Cuando se divide, solo una célula hija retiene al endosimbionte y su modo de vida fotótrofo, mientras que la otra célula hija se queda como un heterótrofo predador.

#### En haptistas
- Centrohelida: Algunas especies de heliozoos alguívoros son cleptoplásticos, tomando los plastos de diversas microalgas para formar plastidoplasmas, los cuales son temporales y presentan tres membranas, la más externa de las cuales proviene del heliozoo.[22]

### Pérdida de la fototrofía

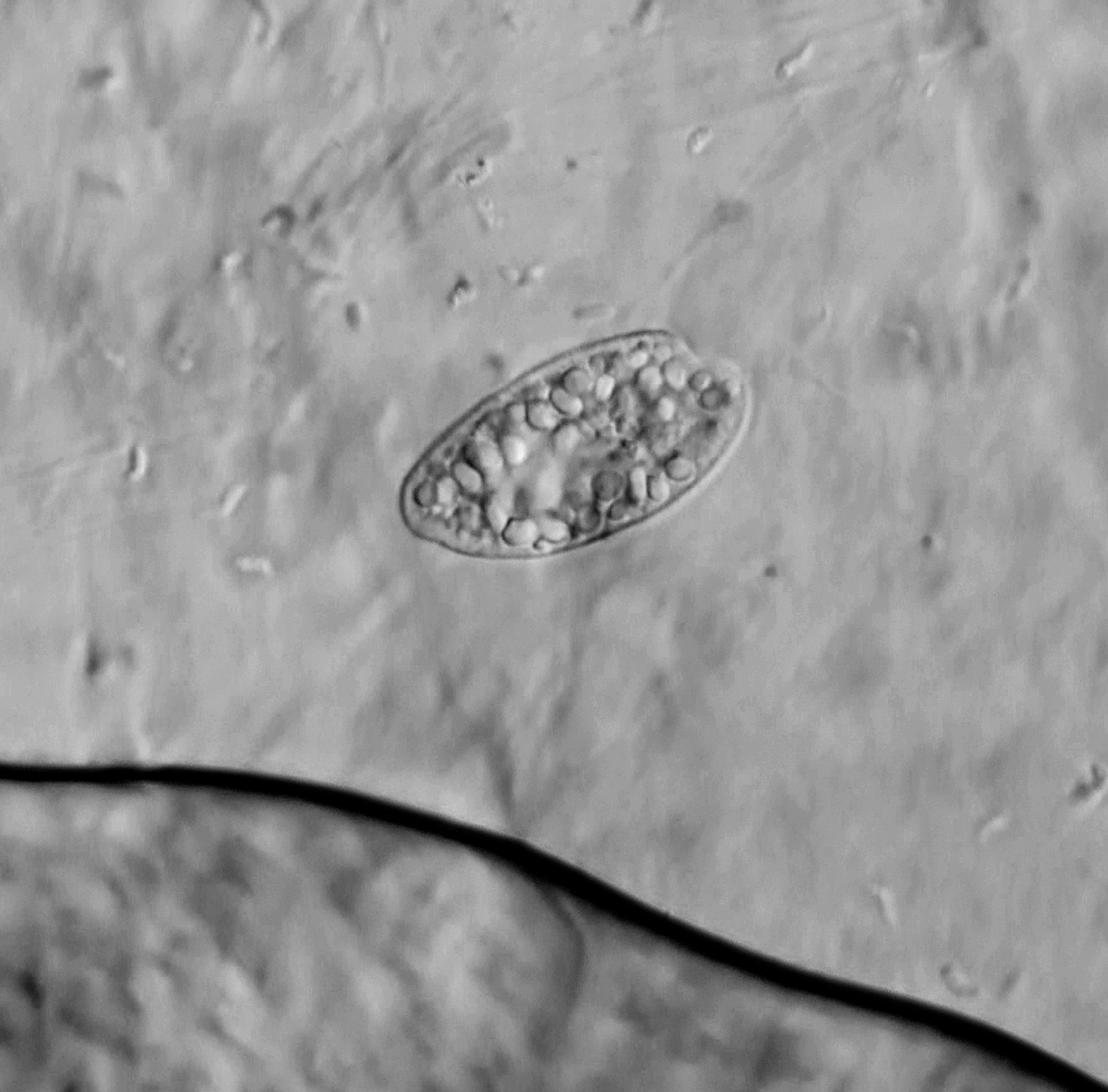
Chilomonas, una criptofita incolora.

Hay varios casos en los que se ha perdido la capacidad fotosintética e inclusive los plastos: 
- En Pseudofungi: Los pseudohongos tienen paredes con celulosa como las algas, pues si bien no se han encontrado restos vestigiales de plastos, sí se han identificado genes provenientes de rodoplastos del tipo alga roja endosimbionte.[23]
- En Apicomplexa: Los apicomplejos son esporozoos parásitos que presentan apicoplastos, los cuales son orgánulos derivados de plastos relacionados con los que poseen las algas Chromerida.[24] En Cryptosporidium el plasto se ha perdido completamente.[25]
- En Chryptophyta: Un ejemplo es Chilomonas, la cual es una criptofícea que ha perdido su fototrofía, pero ha conservado un leucoplasto con su nucleomorfo.[26] También se ha reportado la pérdida de la capacidad fotosintética en Cryptomonas de forma independiente y con conservación del nucleomorfo y de un leucoplasto.[27]

## Filogenia
De acuerdo con la mayoría de estudios filogenéticos, Chromista constituye un grupo parafilético conformado por los descendientes del supergrupo Corticata exceptuando Archaeplastida (Plantae). La unidad de Corticata está bien consensuada, así como la del supergrupo SAR, pero en el caso de Hacrobia, podría tratarse de un grupo monofilético (visión mayoritaria) o parafilético, y también es probable que Chromista sea monofilético:
|  | Harosa (SAR)                                         |
|  |                                                      |
|  | \| \| Hacrobia \| \| \| \| \| \| Plantae \| \| \| \| |
|  |                                                      |
|  | Hacrobia                                             |
|  |                                                      |
|  | Plantae                                              |
|  |                                                      |

|  | Hacrobia |
|  |          |
|  | Plantae  |
|  |          |

|  | Harosa (SAR)                                         |
|  |                                                      |
|  | \| \| Hacrobia \| \| \| \| \| \| Plantae \| \| \| \| |
|  |                                                      |
|  | Hacrobia                                             |
|  |                                                      |
|  | Plantae                                              |
|  |                                                      |

|  | Hacrobia |
|  |          |
|  | Plantae  |
|  |          |

|  | Harosa (SAR) |
|  |              |
|  | Haptista     |
|  |              |

|  | Cryptista |
|  |           |
|  | Plantae   |
|  |           |

|  | Harosa (SAR) |
|  |              |
|  | Haptista     |
|  |              |

|  | Cryptista |
|  |           |
|  | Plantae   |
|  |           |

|  | Harosa (SAR) |
|  |              |
|  | Haptista     |
|  |              |

|  | Cryptista |
|  |           |
|  | Plantae   |
|  |           |

|  | Harosa (SAR) |
|  |              |
|  | Haptista     |
|  |              |

|  | Cryptista |
|  |           |
|  | Plantae   |
|  |           |

|  | Hacrobia                                                   |
|  |                                                            |
|  | \| \| Telonemia \| \| \| \| \| \| Harosa (SAR) \| \| \| \| |
|  |                                                            |
|  | Telonemia                                                  |
|  |                                                            |
|  | Harosa (SAR)                                               |
|  |                                                            |

|  | Telonemia    |
|  |              |
|  | Harosa (SAR) |
|  |              |

|  | Hacrobia                                                   |
|  |                                                            |
|  | \| \| Telonemia \| \| \| \| \| \| Harosa (SAR) \| \| \| \| |
|  |                                                            |
|  | Telonemia                                                  |
|  |                                                            |
|  | Harosa (SAR)                                               |
|  |                                                            |

|  | Telonemia    |
|  |              |
|  | Harosa (SAR) |
|  |              |

|  | Hacrobia                                                   |
|  |                                                            |
|  | \| \| Telonemia \| \| \| \| \| \| Harosa (SAR) \| \| \| \| |
|  |                                                            |
|  | Telonemia                                                  |
|  |                                                            |
|  | Harosa (SAR)                                               |
|  |                                                            |

|  | Telonemia    |
|  |              |
|  | Harosa (SAR) |
|  |              |

|  | Hacrobia                                                   |
|  |                                                            |
|  | \| \| Telonemia \| \| \| \| \| \| Harosa (SAR) \| \| \| \| |
|  |                                                            |
|  | Telonemia                                                  |
|  |                                                            |
|  | Harosa (SAR)                                               |
|  |                                                            |

|  | Telonemia    |
|  |              |
|  | Harosa (SAR) |
|  |              |

## Taxonomía
De acuerdo con Cavalier-Smith (2015) la taxonomía puede ser la siguiente:
- reino Chromista
  - subreino Hacrobia
    - filo Cryptista
      - subfilo Corbihelia
      - subfilo Palpitia
      - subfilo Rollomanidia (Chryptophyta)

    - filo Haptista
      - subfilo Centrohelea
      - subfilo Haptophytina

  - subreino Harosa (SAR)
    - infrarreino Halvaria
      - superfilo Alveolata
        - filo Ciliophora
        - filo Miozoa

      - superfilo Heterokonta (Stramenopiles)
        - filo Bigyra
        - filo Ochrophyta
        - filo Pseudofungi

    - infrarreino Rhizaria
      - filo Cercozoa
        - subfilo Endomyxa
        - subfilo Filosa

      - filo Retaria
        - subfilo Foraminifera
        - subfilo Radiozoa